# Sauer Motoren-Werke
Sauer Motoren-Werke GmbH war ein deutscher Hersteller von Automobilen.

## Unternehmensgeschichte
Als Firmierung sind zwei verschiedene Schreibweisen überliefert: Sauer Motoren-Werke GmbH und Sauer Motorenwerke GmbH. Das Unternehmen hatte seinen Sitz in Hamburg. Eine Quelle gibt als Straße Esplanade an. 1920 wurde das Unternehmen erwähnt. Die Produktion von Automobilen lief von 1921 bis 1922. Der Markenname lautete Sauer. Die Stückzahl blieb gering.

## Fahrzeuge
Im Angebot stand nur ein Modell. Es wurde als 10/30 PS bezeichnet. Dies bedeutete 10 Steuer-PS und 30 PS Motorleistung. Der Ottomotor hatte vier Zylinder.